# Peugeot 2008
De Peugeot 2008 is een auto geproduceerd vanaf 2013 door het Franse merk Peugeot. 
De 2008 is een compacte cross-over SUV, gelanceerd om indirect de Peugeot 207 SW op te volgen. Peugeot had geen plannen om een SW-model uit te brengen van de 208.
Op 18 juni 2015 werd het 300.000e exemplaar in Frankrijk geproduceerd. Wereldwijd zijn er 370.000 auto's geproduceerd.

## Versies
De 2008 is verkrijgbaar in vier verschillende uitrustingsniveaus, zowel in Nederland als in België:
- Access
- Active
- Allure
- Féline

De Première was een tijdelijk actiemodel in Nederland.

## Motoren
|                                             | 1.2 VTi 82                     | 1.6 VTi 120                     | 1.6 e-HDi 92 Stop & Start      | 1.6 e-HDi 92 2Tronic Stop & Start | 1.6 e-HDi 115 Stop & Start     |                  |
| Productie                                   | sinds maart 2013               | sinds maart 2013                | sinds maart 2013               | sinds maart 2013                  | sinds maart 2013               | sinds maart 2013 |
| Motoreigenschappen                          |                                |                                 |                                |                                   |                                |                  |
| Motortype                                   | 3-clinder benzinemotor in lijn | 4-cilinder benzinemotor in lijn | 4-cilinder dieselmotor in lijn | 4-cilinder dieselmotor in lijn    | 4-cilinder dieselmotor in lijn |                  |
| Brandstofinjectie                           | Indirecte brandstofinjectie    | Indirecte brandstofinjectie     | common-rail brandstofinjectie  | common-rail brandstofinjectie     | common-rail brandstofinjectie  |                  |
| Turbo                                       | nee                            | nee                             | ja                             | ja                                | ja                             |                  |
| Cilinderinhoud                              | 1199 cm³                       | 1598 cm³                        | 1560 cm³                       | 1560 cm³                          | 1560 cm³                       |                  |
| Vermogen                                    | 60 kW (82 pk) bij 5750/min     | 88 kW (120 pk) bij 6000/min     | 68 kW (92 pk) bij 4000/min     | 68 kW (92 pk) bij 4000/min        | 84 kW (115 pk) bij 3600/min    |                  |
| Koppel                                      | 118 Nm bij 2750/min            | 160 Nm bij 4250/min             | 230 Nm bij 1750/min            | 230 Nm bij 1750/min               | 270 Nm bij 1750/min            |                  |
| Krachtoverbrenging                          |                                |                                 |                                |                                   |                                |                  |
| Aandrijving                                 | Voorwielaandrijving            | Voorwielaandrijving             | Voorwielaandrijving            | Voorwielaandrijving               | Voorwielaandrijving            |                  |
| Transmissie                                 | 5-traps handgeschakeld         | 5-traps handgeschakeld          | 5-traps handgeschakeld         | 6-traps gerobotiseerde handbak    | 6-traps handgeschakeld         |                  |
| Meetwaarden                                 |                                |                                 |                                |                                   |                                |                  |
| Topsnelheid                                 | 169 km/h                       | 196 km/h                        | 181 km/h                       | 180 km/h                          | 188 km/h                       |                  |
| Acceleratie, 0–100 km/h                     | 13,5 s                         | 9,5 s                           | 11,5 s                         | 13,3 s                            | 10,4 s                         |                  |
| Brandstofverbruik per 100 km (gecombineerd) | 4,9 l                          | 5,9 l                           | 4,0 l                          | 3,8 l                             | 4,0 l                          |                  |
| CO2-emissie (gecombineerd)                  | 114 g/km                       | 135 g/km                        | 103 g/km                       | 98 g/km                           | 106 g/km                       |                  |
| EU-emissienorm                              | Euro 5                         | Euro 5                          | Euro 5                         | Euro 5                            | Euro 5                         |                  |

## Restyle
Peugeot presenteerde op 18 februari 2016 een gerestylde versie van de 2008. De voornaamste wijzigingen zijn een vernieuwde grille, het logo is meer verticaal en gecentreerd, en er zijn nieuwe wielkasten en carrosseriekleuren. Binnenin de auto verscheen nieuwe bekleding en interieur, met nieuwe techniek zoals Active City Brake (noodrem in de stad), een achteruitrijcamera, en de nieuwste versie van Mirror Screen (smartphone duplicatie op het aanraakscherm van het voertuig), met ondersteuning voor Apple CarPlay en Android MirrorLink. De GT-Line afwerking is vergelijkbaar met die van zijn neven, de 208, 308 en 508, en wordt toegevoegd aan de toekomstige serie.

## Afbeeldingen

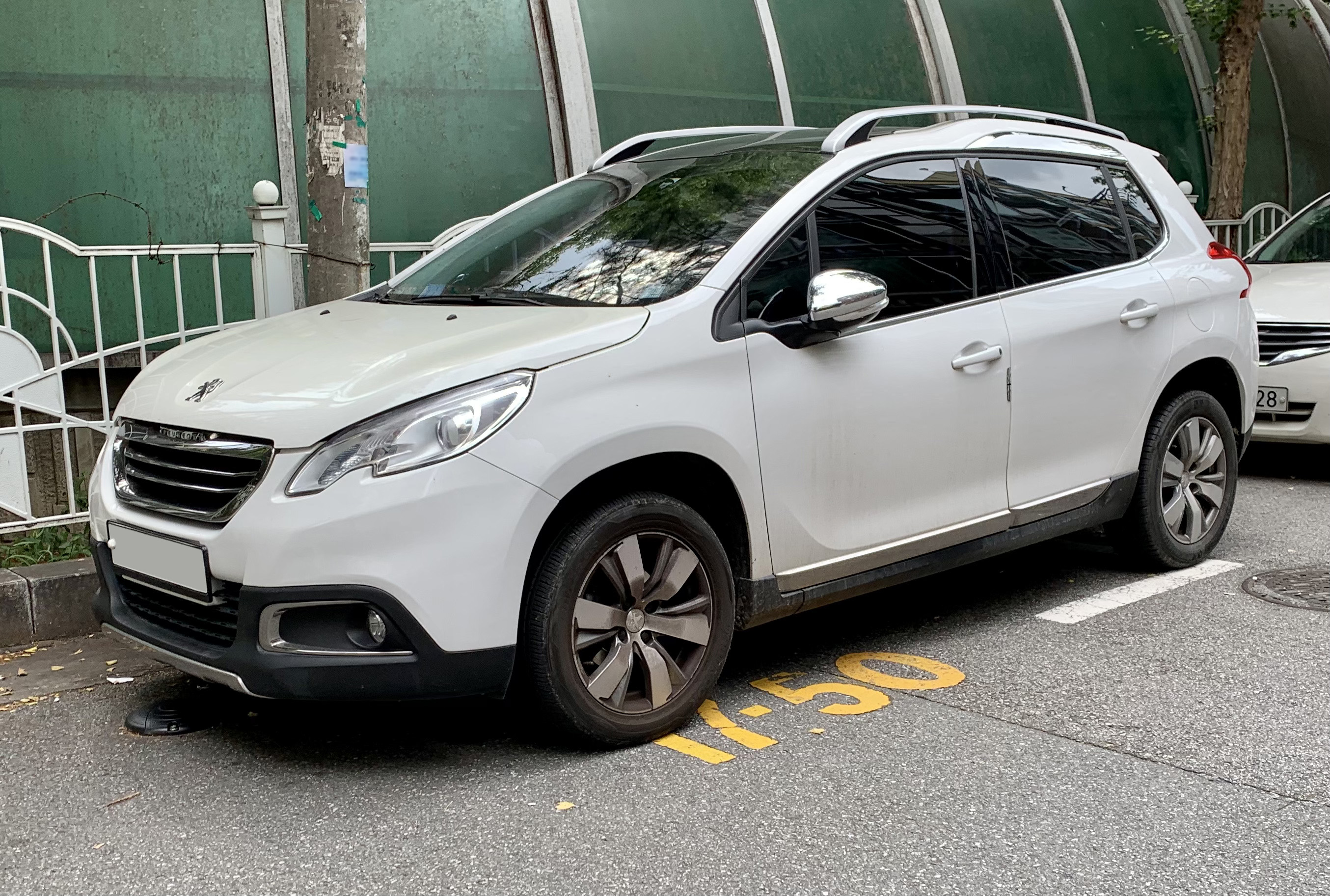
Eerste generatie
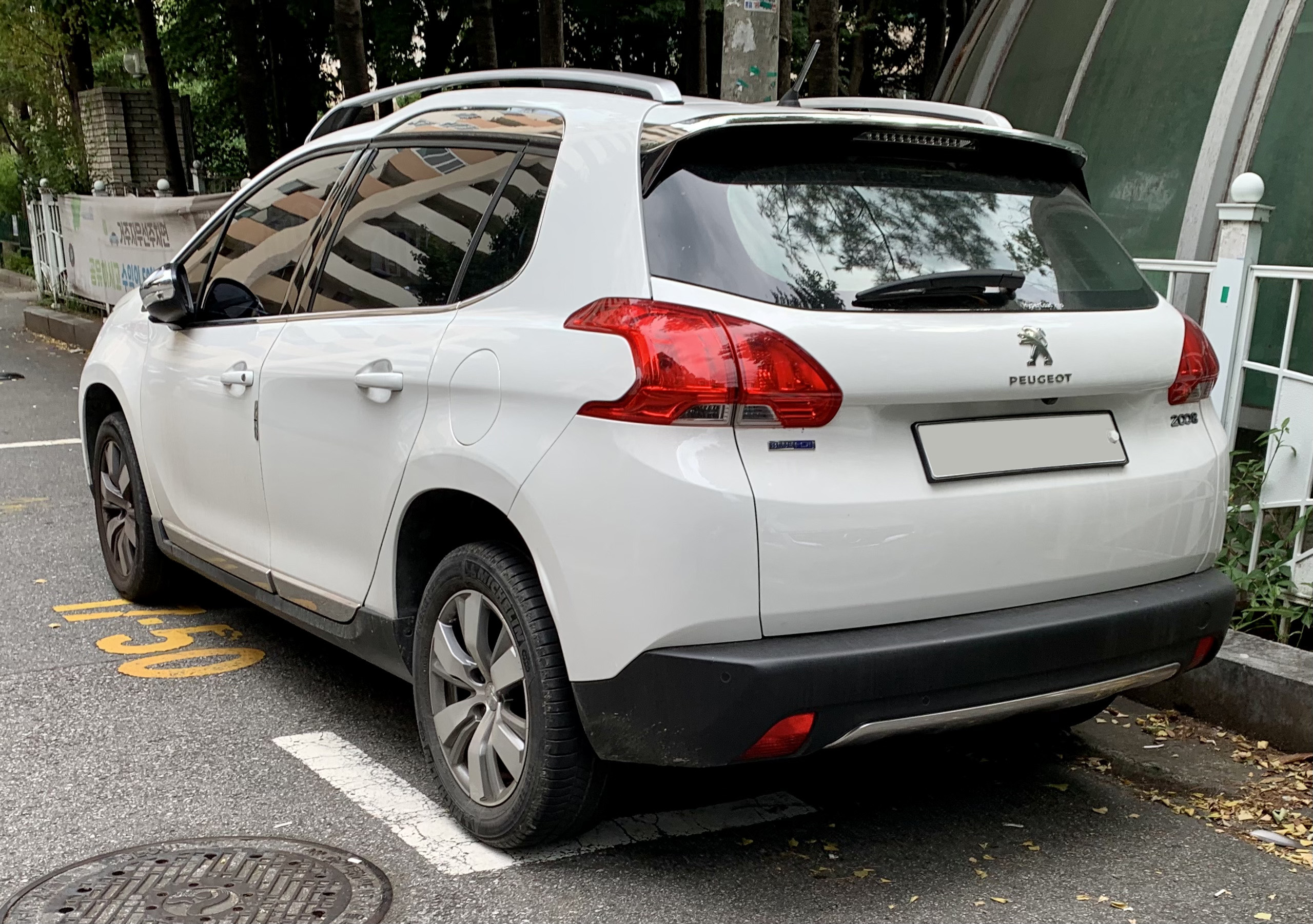
Eerste generatie
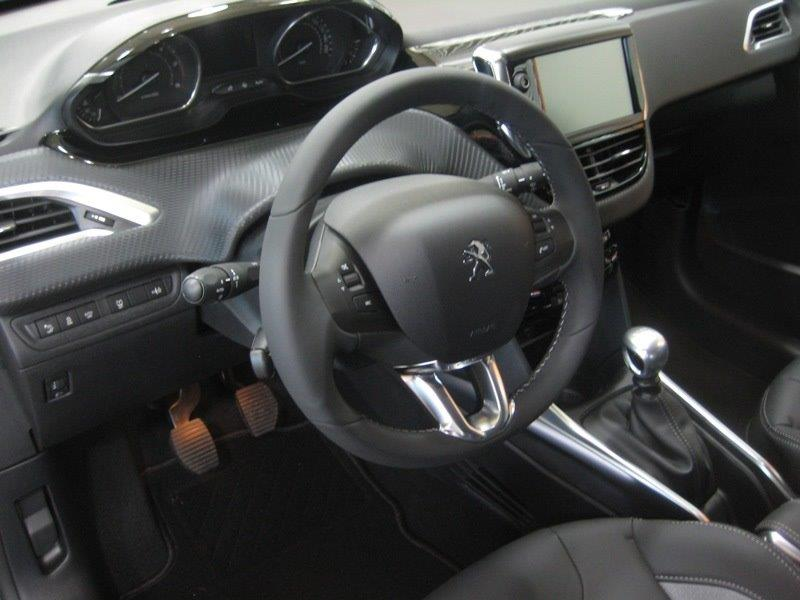
interieur

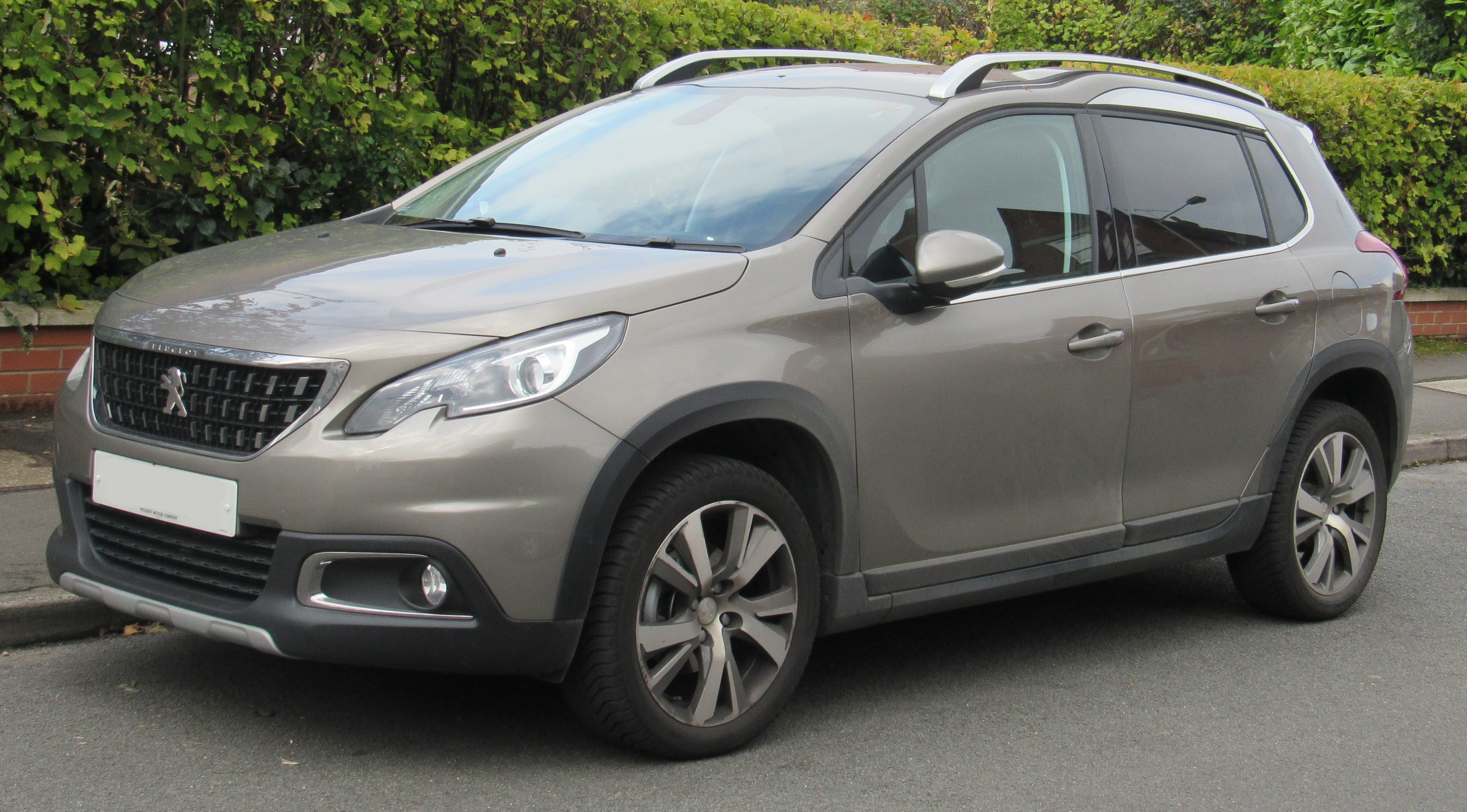
Eerste generatie (facelift, 2016)
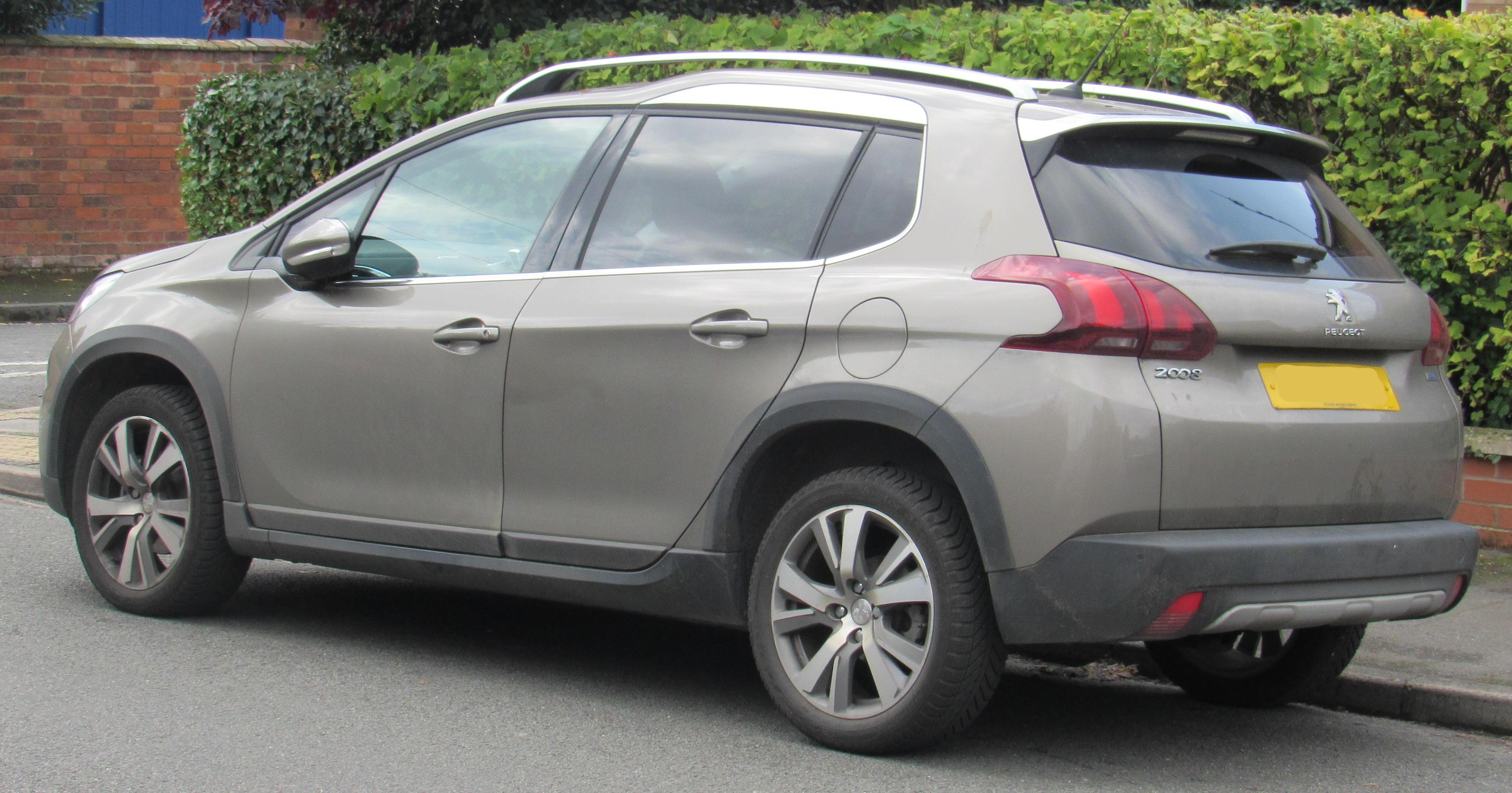
Eerste generatie (facelift, 2016)

## Tweede generatie (P24; 2019)
Peugeot onthulde op 19 juni 2019 de tweede generatie van de 2008. Het model is gebaseerd op PSA's gedeelde modulaire platform, dat wordt gedeeld met andere modellen van de PSA Groupe, zoals de 208, DS3 en de Opel Corsa F.
Het bedrijf kondigde vijf brandstofmotoren aan:
- 1.2-liter benzine, 75 kW vermogen
- 1.2-liter benzine, 95 kW vermogen
- 1.2-liter benzine, 115 kW vermogen
- 1.5-liter diesel, 75 kW vermogen
- 1.5-liter diesel, 95 kW vermogen

Vanaf 2020 werd in Europa ook een elektrische variant van de 2008 geproduceerd onder de naam e-2008. Het model heeft een vermogen van 100 kW en een bereik van 310 kilometer.

### Facelift (2023)
Op 4 mei 2023 verscheen een facelift van de tweede generatie 2008. Het automodel kreeg opnieuw uiterlijke veranderingen en een grotere batterij voor een grotere actieradius.
Veranderingen in het faceliftmodel zijn een nieuwe voorgrille met kleuren van de carrosserie, led-koplampen, nieuwe achterlichten, en de 2008 werd verkrijgbaar in nieuwe kleuren.
In 2023 verscheen ook een facelift van de e-2008. Hierbij is het vermogen verhoogd naar 115 kW, met een batterij van 54 kWh, waarmee een bereik mogelijk is van 406 kilometer.

## Afbeeldingen

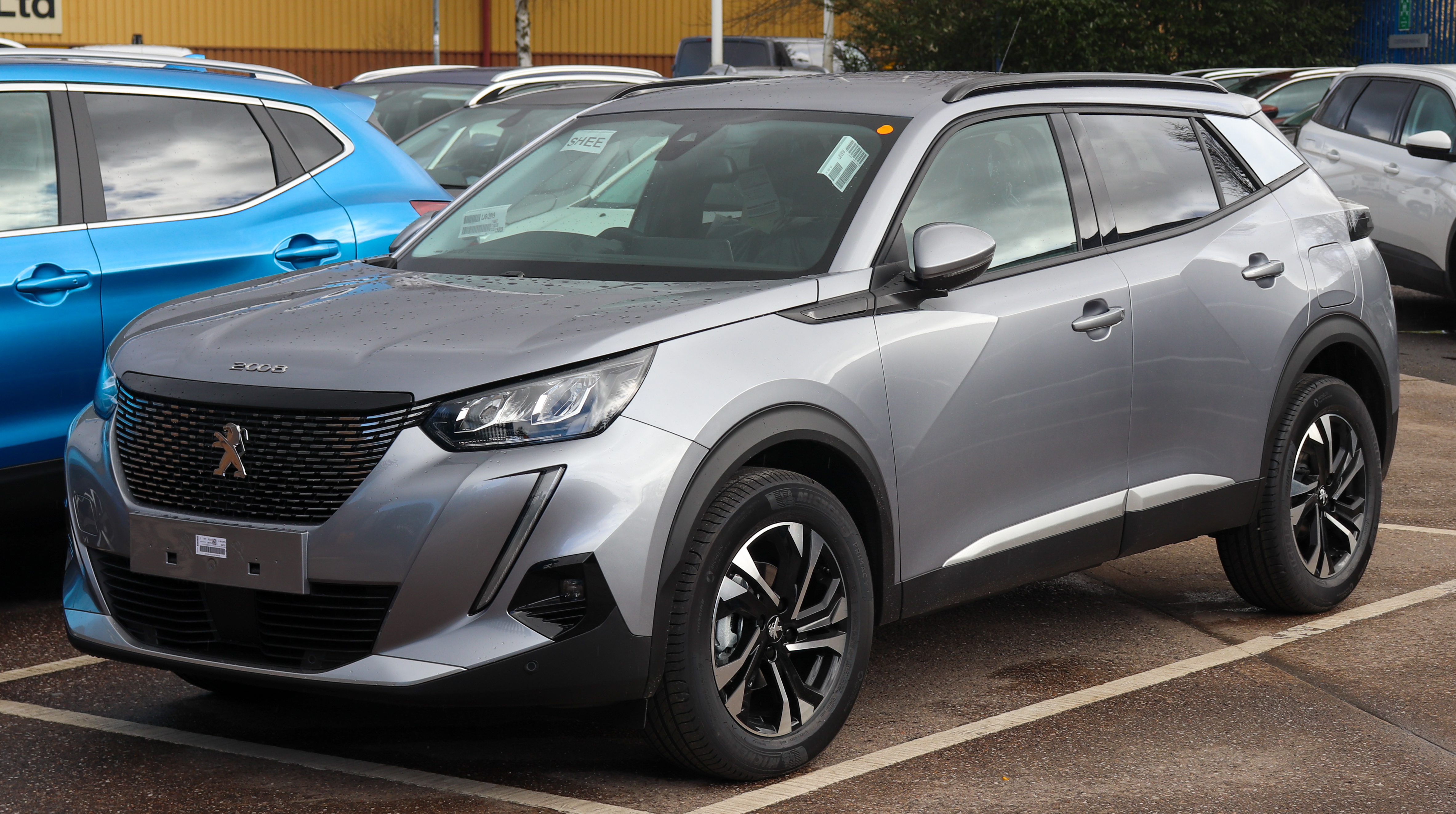
Tweede generatie
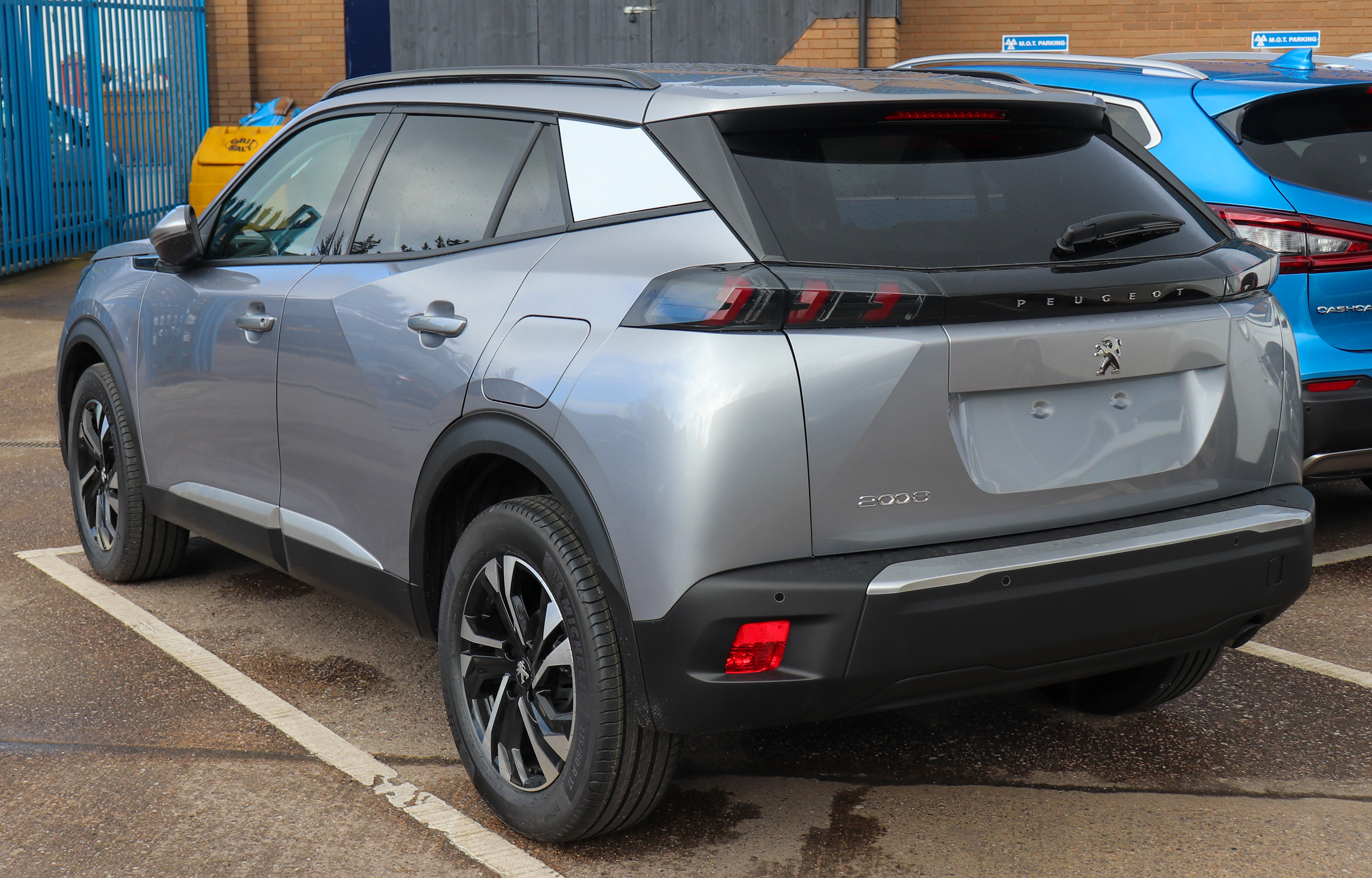
Tweede generatie

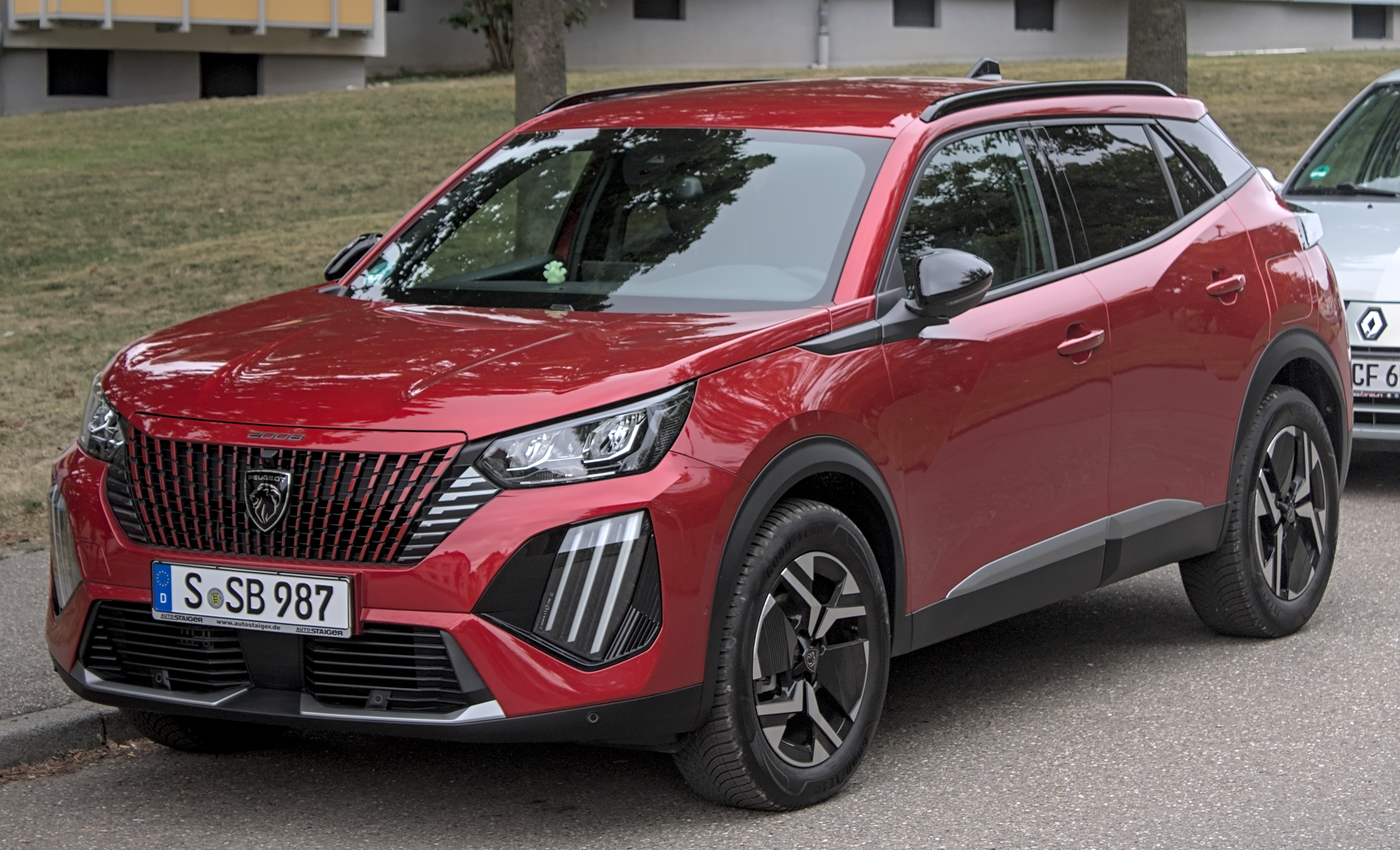
Tweede generatie (facelift, 2023)
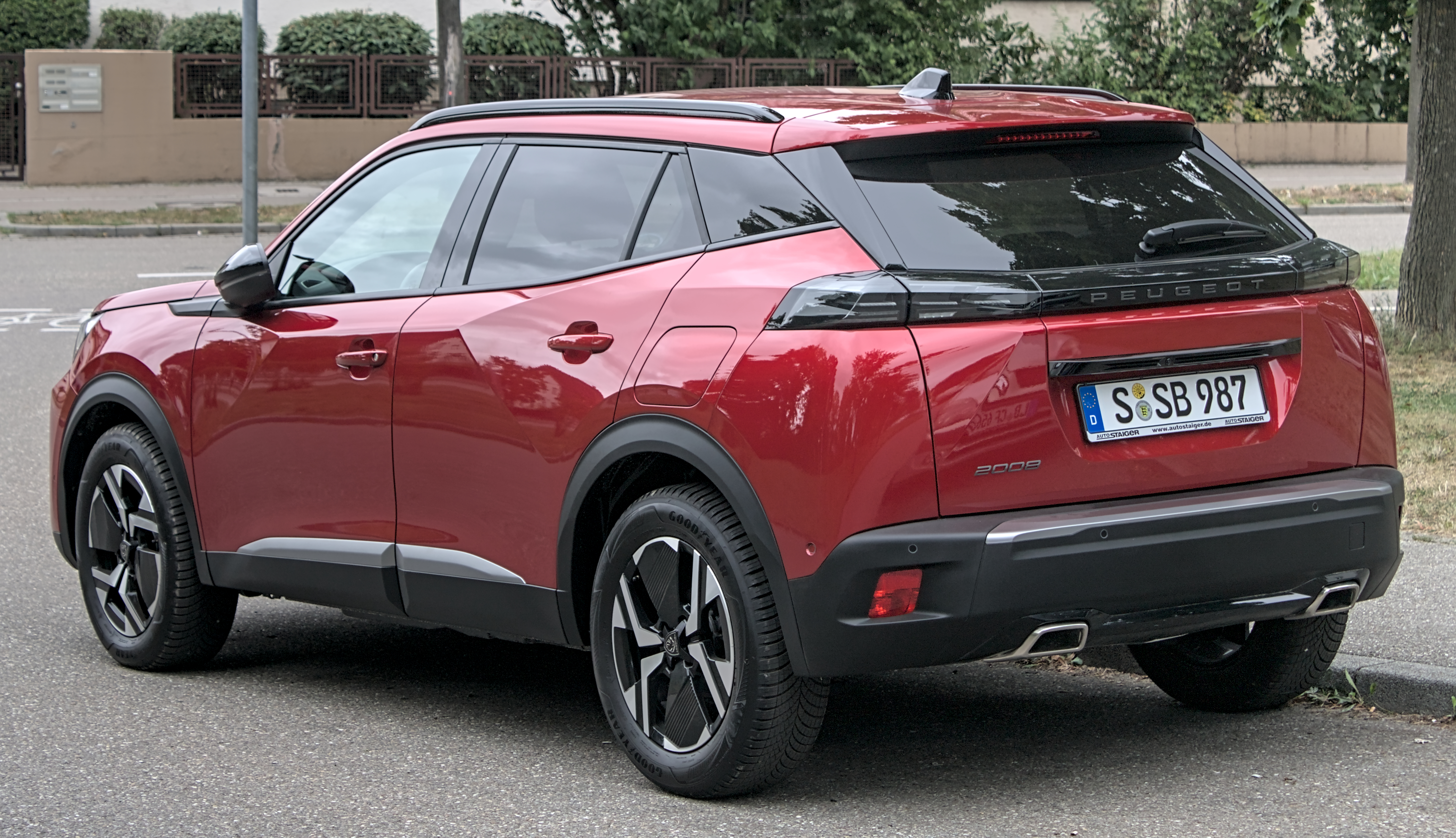
Tweede generatie (facelift, 2023)

In productie: 208 · e-208 · 301· 308 · 508 · 1007 · 2008 · 3008 · 5008 · Boxer · Expert · Partner

Niet meer geproduceerd: 104 · 106 · 107 · 108 · 
201 · 202 ·
203 · 204 ·
205 ·
206 · 206 CC ·
207 · 207 CC ·
301 · 302 ·
304 · 305 · 306 · 307 · 309 · 
401 · 402 · 
403 · 404 · 405 · 406 · 407 · 4007 ·
504 · 505 · 
604 · 605 · 607 · 
806 · 807 · iOn · 
J4 · J5 · J7 · J9 · Bipper ·
D3A · D4A · RCZ

Prototypes: 907 · 908 RC · 916 · Proxima · Oxia · EX1 · e-Legend

Historische modellen: Type 1 · Type 2 · Type 3 · Type 4 · Type 5